# Кара Кобы
Кара Кобы, Кара-Кобы (алт. Кор-Кобы) — село в Онгудайском районе Республики Алтай России. Входит в состав Елинского сельского поселения.

## География
Расположено в горно-степной зоне центральной части Республики Алтай и находится у реки Урсул.
Уличная сеть состоит из  пяти географических объектов:ул. Молодежная,  ул. Новая,  ул. Подгорная,  ул. Центральная,  ул. Шоссейная.

## Население
| 2010 | 2011 | 2012 | 2013 | 2014 | 2015 |
| ---- | ---- | ---- | ---- | ---- | ---- |
| 237  | ↘236 | ↗237 | ↘234 | →234 | ↗242 |
| 2016 |      |      |      |      |      |
| ↗244 |      |      |      |      |      |

Национальный состав
Согласно результатам переписи 2002 года, в национальной структуре населения алтайцы составляли 100 % от общей численности населения в 262 жителя

## Инфраструктура
Личное подсобное хозяйство. Животноводство.

## Транспорт
через село проходит автодорога регионального значения «Ябоган — Туекта» (идентификационный номер 84К-132), имеющая название в селение как улица Шоссейная.
Остановка общественного транспорта «Кара-Кобы».
Просёлочные дороги.